# Rhesalides admiraltensis
Rhesalides admiraltensis är en fjärilsart som beskrevs av George Francis Hampson 1926. Rhesalides admiraltensis ingår i släktet Rhesalides och familjen nattflyn. Inga underarter finns listade.